# Vollstedt
Vollstedt (dänisch Folsted, friesisch: Fåålst) ist eine Gemeinde im Kreis Nordfriesland in Schleswig-Holstein.

## Geografie

### Geografische Lage
Das Gemeindegebiet von Vollstedt erstreckt sich im Altmoränenbereich des Naturraums Bredstedt-Husumer Geest drei Kilometer östlich von der Kleinstadt Bredstedt. Vom östlichen Gemeindegebiet aus fließt der Bach Kleine Au in nördlicher Richtung östlich am Stollberg vorbei zur Soholmer Au und entwässert Teile vom Gemeindegebiet.

### Gemeindegliederung
Neben dem Dorf gleichen Namens liegen auch das Streusiedlungsgebiet Vollstedtfeld und die Einzelsiedlung Scheffelhof innerhalb des Gemeindegebiets von Vollstedt.

### Nachbargemeinden
Benachbarte Gemeindegebiete von Vollstedt sind:
| Sönnebüll |                                             | Högel |
| Breklum   | Kompassrose, die auf Nachbargemeinden zeigt |       |
|           | Drelsdorf                                   |       |

### Geologie
Das Gemeindegebiet von Vollstedt ist ein flachwelliger Altmoränenbereich der Schleswigschen Geest aus dem Saale-Komplex. In den westlich von Vollstedt gelegenen Gemeinden Sönnebüll und Breklum erhebt sich die Endmoränenkette etwas höher als in Vollstedt. Dort weist die Geologische Übersichtskarte von Schleswig-Holstein eine wichtige Gletscherrandlage aus diesem Zeitraum aus.

## Geschichte

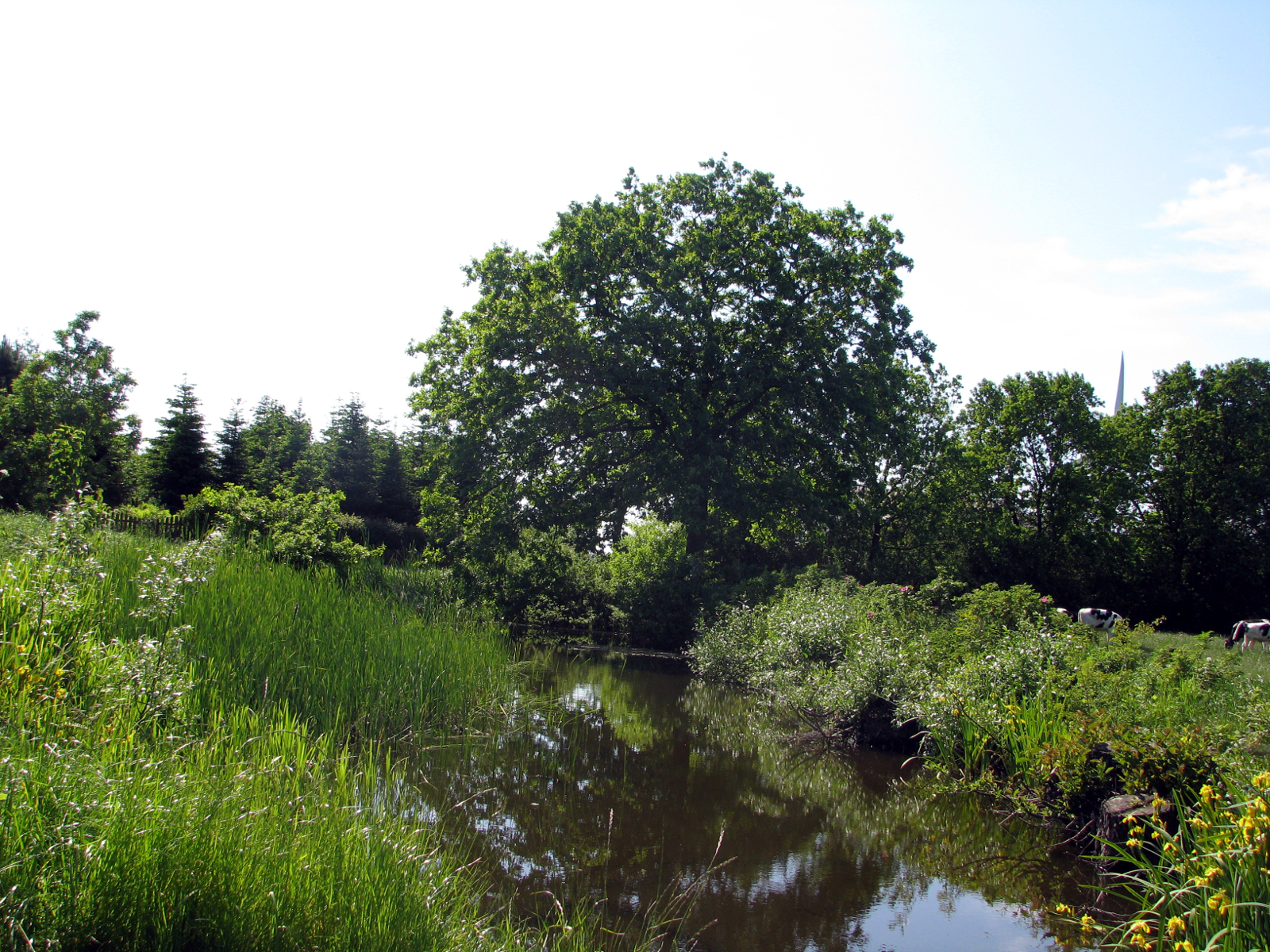
Historische Viehtränke am westlichen Ochsenweg

Am 1. April 1934 wurde die Kirchspielslandgemeinde Breklum aufgelöst. Alle ihre Dorfschaften, Dorfgemeinden und Bauerschaften wurden zu selbständigen Gemeinden/Landgemeinden, so auch Vollstedt.

## Religion
75 % der Bevölkerung sind evangelisch, 6 % katholisch. Die Protestanten gehören zur Kirchengemeinde Breklum im Kirchenkreis Nordfriesland der Evangelisch-Lutherischen Kirche in Norddeutschland. Die Katholiken sind der Pfarrei St. Knud in Husum, Erzbistum Hamburg, zugeordnet, deren nächste Filialkirche St. Marien in Bredstedt ist.

## Politik

### Gemeindevertretung
Bei der am 14. Mai 2023 im Zuge der Kommunalwahlen in Schleswig-Holstein 2023 erfolgten Gemeindewahl von Vollstedt standen erneut ausschließlich Kandidaten der Liste Freie Wählergemeinschaft Vollstedt (FWV) zur Wahl. Die Wahlbeteiligung betrug diesmal 68 Prozent.

### Bürgermeister
In der konstituierenden Sitzung der Gemeindevertretung am 29. Juni 2023 wurde Sabine Nahnsen wiederholt auch für die Wahlperiode 2023–2028 zur ehrenamtlichen Bürgermeisterin von Vollstedt gewählt.

### Wappen
Blasonierung: „Von oben Blau und unten Grün durch ein goldenes Kreuz mit gewellten Balken geteilt. Im linken Oberfeld eine silberne Wolke, im rechten Unterfeld eine silberne Haussilhouette.“

## Wirtschaft und Infrastruktur
Vollstedt ist traditionell, auch durch seine Lage am historischen Westlichen Ochsenweg, überwiegend landwirtschaftlich geprägt. Es dominieren viehwirtschaftliche Betriebe.
Heute ist als weiteres wirtschaftliches Standbein die Erzeugung erneuerbarer Energie durch die Errichtung eines Bürgerwindparks hinzugekommen. Auch Anlagen des gemeindeübergreifenden Windparks Dree Meeden befinden sich anteilig im Gemeindegebiet von Vollstedt.

## Verkehr
Durch die nördliche Feldmark der Gemeinde verläuft die schleswig-holsteinische Landesstraße 12 von Bredstedt nach Wanderup. In der Nachbargemeinde Sönnebüll zweigt (nach Süden) die nordfriesische Kreisstraße 46 ab, die direkt an der Dorflage vorbei in Richtung Drelsdorf verläuft.
Der nächstgelegene Bahnanschluss besteht beim Bahnhof in Bredstedt an der Marschbahn. Hier verkehr die Regionalexpress-Linie RE 6 im Nahverkehrsverbund Schleswig-Holstein vom Bahnhof Hamburg-Altona zum Bahnhof Westerland. Vom Bahnhof in Bredstedt ist die Gemeinde Vollstedt seit August 2019 direkt über einen Rufbus im Rufbusgebiet Bredstedt tagsüber im Quasi-Zweistundentakt erreichbar.